# Centro Europeu de Empresa e Inovação
Centro Europeu de Empresa e Inovação (também conhecido como European Business and Innovation Centre, EU|BIC ou simplesmente BIC), anteriormente conhecido como EC-BIC (European Community Business and Innovation Centres), são incubadoras de empresas com uma certificação de qualidade reconhecida pela Comissão Europeia.
A certificação indica a aplicação de boas praticas na seleção, formação e apoio a potenciais empreendedores e PMEs para inovar e prosperar, de acordo com normas estabelecidas pela Comissão Europeia. A certificação é actualmente gerida pela European Business and Innovation Centre Network (EBN), uma associação internacional sem fins lucrativos sediada em Bruxelas e criada pela Comissão Europeia para criar ligação entre as BICs.

## História
Criado em 1984, os BIC foram um projeto iniciado pela Comissão Europeia (DG Política Regional e Urbana) para diversificar a produção e reforçar o potencial económico latente das regiões em processo de desindustrialização.
A Comissão Europeia co-financiou a criação de BICs em regiões industriais, em conjunto com vários organismos locais (frequentemente com o governo regional e agências de desenvolvimento, por vezes em associação com universidades, centros de investigação, instituições financeiras e organizações do sector privado), para fornecer serviços de apoio a potenciais empresários que pretendam inovar na região. Os EU|BIC deviam ter uma base local, ser propriedade pública e privada e tornar-se organizações autofinanciadas.
Em 2004, os EU|BICs tornaram-se num sistema de certificação baseado na qualidade a conceder às organizações existentes que se candidatassem e se qualificassem. Em 2014, a EBN tornou-se a única proprietária e gestora da marca EU|BIC. 